# Poilu (violoncelle)
Pour les articles homonymes, voir Poilu (homonymie).
Le « Poilu », dit aussi le « violoncelle des tranchées », est un violoncelle de fortune construit durant la Première Guerre mondiale et joué par le musicien mobilisé Maurice Maréchal. L'instrument est aujourd'hui conservé au musée de la Musique à Paris.

## Histoire
En plein conflit mondial, deux artisans mobilisés au 274e régiment d'infanterie, Antoine Neyen (1877-1915) et Albert Plicque (1885-1915), construisent pour leur camarade musicien Maurice Maréchal un violoncelle « de campagne », avec du bois de récupération, venant peut-être en partie de caisses de munitions. Réalisé alors que le régiment se trouve au repos à Ourton dans le Pas-de-Calais, l'instrument est daté du 30 juin 1915 et suit le régiment dans un fourgon de ravitaillement, au-dessus des boîtes de conserve ou « déguisé en quartier de bœuf dans un sac à viande ». 
Du fait de cette histoire particulière, le violoncelle qui accompagne Maurice Maréchal porte le surnom de « Poilu » ou de « violoncelle des tranchées » en résonance avec le surnom des soldats et avec le théâtre des opérations sur le front de la Grande Guerre. Avec son propriétaire, l'instrument connaît ainsi l'enfer de Verdun. 
Il est joué jusqu'en octobre 1916 au moins par Maurice Maréchal en diverses occasions, pour les soldats, lors d'offices religieux, pour les officiers et plus particulièrement devant le général Mangin, mélomane averti, au cours de séances de quatuor à cordes en compagnie d'autres instruments de musiciens au front, Lucien Durosoir au premier violon, Henri Lemoine au second violon et André Caplet à l'alto auxquels se joint Henri Magne au piano pour former le quintette Mangin. Il porte sur sa table d'harmonie les signatures de plusieurs généraux français : Foch, Joffre, Mangin, Gouraud, Pétain.  
Après la guerre, Maurice Maréchal garde le violoncelle chez lui à Paris. Il décide peu avant sa mort en 1964 d'en faire don au public.  

## Postérité
Le Poilu est aujourd'hui conservé au musée de la Musique à Paris, où il est qualifié par le conservateur Jean-Philippe Echard de « Joconde » du lieu, et est considéré comme « l'instrument le plus emblématique de la Première Guerre mondiale ». Une des copies de ce violoncelle a été réalisée par le luthier Jean-Louis Prochasson en 2011 pour la violoncelliste Emmanuelle Bertrand, qui se produit avec lors de certains concerts.
L'instrument a inspiré une nouvelle de littérature jeunesse d'Hervé Mestron,, et plusieurs spectacles en musique,.